# Cristian Ganea
Cristian George Ganea (* 24. Mai 1992 in Bistrița) ist ein rumänischer Fußballspieler. 

## Karriere

### Verein
Ganea kam 2005 in die Jugend des CD Baskonia. 2008 wechselte er zum Indartsu Club. 2010 schloss er sich dem RCD Mallorca. 2011 wechselte er zum CD Santanyí in die Tercera División.
Im Januar 2013 wechselte er nach Rumänien zum Zweitligisten FCM Târgu Mureș. Sein Debüt in der Liga II gab er im März 2013, als er am 16. Spieltag der Saison 2012/13 gegen Damila Măciuca in der Halbzeitpause für Cristian Cristea eingewechselt wurde. Seine ersten beiden Tore für den Verein erzielte er im Juni 2013 bei einer 4:2-Niederlage gegen Corona Brașov. Zur Saison 2013/14 wechselte Ganea zum CS Universitatea Craiova. Für Craiova absolvierte er in jener Saison 29 Spiele in der Liga II, in denen er fünf Tore erzielen konnte. Zu Saisonende stieg er mit dem Verein in die Liga 1 auf.
Daraufhin schloss er sich im Sommer 2014 dem Zweitligisten AFC Săgeata Năvodari an. Im Januar 2015 wechselte er zum Erstligisten FC Brașov. Sein erstes Spiel in der höchsten rumänischen Spielklasse absolvierte er im Februar 2015, als er am 18. Spieltag der Saison 2014/15 gegen Petrolul Ploiești in der 68. Minute für Damir Zlomislić ins Spiel gebracht wurde. Sein erstes Tor für Brașov erzielte er am darauffolgenden Spieltag bei einem 1:1-Remis gegen Astra Giurgiu. Mit dem Verein musste er zu Saisonende aus der Liga 1 absteigen.
Zur Saison 2015/16 wechselte er zum Erstligisten FC Viitorul Constanța. In seinen drei Jahren bei Viitorul absolvierte Ganea 94 Erstligaspiele, in denen er acht Tore erzielen konnte. In der Saison 2016/17 wurde er mit dem Verein Meister.
Zur Saison 2018/19 kehrte er nach Spanien zurück und wechselte zu Athletic Bilbao. Dort absolvierte er im ersten halben Jahr nur ein Ligaspiel, weshalb er im Januar 2019 bis Saisonende an CD Numancia in der Segunda División, der zweithöchsten spanischen Liga, verliehen wurde. Ganea besstritt für Nemancia 17 von 22 möglichen Ligaspielen.
Nach Ablauf der Leihe kehrte er nach Bilbao zurück, wo er sich aber erneut nicht durchsetzen konnte. Ohne ein einziges Spiel für Bilbao bestritten zu haben, folgte Mitte Januar 2020 daraufhin eine weitere halbjährige Leihe an seinen ehemaligen Verein Viitorul Constanța. Hier wurde er bei allen möglichen 10 Ligaspielen eingesetzt.
Mitte August 2020 verließ er Bilbao dauerhaft und schloss sich dem griechischen Erstligisten Aris Thessaloniki an, bei dem er einen Vertrag mit zweijähriger Laufzeit untetschrieb. In seiner ersten Saison bestritt er hier 22 von 36 möglichen Ligaspielen, in denen er ein Spiel schoss, zwei Pokalspiele und ein Qualifikationsspiele zur Europa League. In der nächsten Saison waren es 30 von 36 möglichen Ligaspiele, drei Pokalspiele und ein Qualifikationsspiel zur Conference League.
Mitte Juni 2022 wechselte er zur neuen Saison 2022/23 zum Ligarivalen Panathinaikos Athen, wo er wiederum einen Vertrag mit zweijähriger Laufzeit unterschrieb. Aufgrund einer Viruserkrankung wurde er ab Mitte Dezember 2022 bis Saisonende nicht eingesetzt und kam daher nur auf 9 von 36 möglichen Ligaspielen und einem Qualifikationsspiel zur Conference League.
Anfang September 2023 löste er seinen Vertrag bei Panathinaikos auf und unterschrieb kurz darauf einen neuen Vertrag beim rumänischen Erstligisten FCSB Bukarest. Er wurde dort bei 5 von 14 Ligaspielen und drei Pokalspielen eingesetzt. Mitte Januar 2024 wechselte er zum Ligakonkurrenten Farul Constanța, bei dem er einen Vertrag bis zum Ende der Saison 2024/25 unterschrieb. Hier kam er im Rest der Saison auf 18 von 19 möglichen Ligaspielen, in denen er zwei Tore schoss.

### Nationalmannschaft
Ganea stand im Juni 2017 gegen Polen erstmals im Kader der rumänischen A-Nationalmannschaft. Sein Debüt für diese gab er im selben Monat, als er in einem Testspiel gegen Chile in der Startelf stand und in der 70. Minute durch Bogdan Țîru ersetzt wurde. Zuletzt wurde er im Juni 2021 bei einem Freundschaftsspiel gegen Georgien eingesetzt.

## Erfolge
FC Viitorul Constanța
- Rumänischer Meister: 2016/17